# Itapoá
Itapoá ist eine Hafenstadt in Brasilien und liegt im brasilianischen Bundesstaat Santa Catarina/SC. Itapoá war ursprünglich ein Teil der Gemeinde von Garuva, ist aber seit 1989 unabhängig. Haupteinnahmequelle ist der Tourismus, denn der Ort liegt direkt am Südatlantik und ist von Stränden umgeben. Das Naturreservat von "Volta Velha", das zu Itapoá gehört ist von der typischen Küstenvegetation dieser Gegend bewachsen, die sich Restinga nennt.

## Wirtschaft und Hafen
Der Porto de Itapoá, Hafen und Containerterminal von Itapoá, gehört mehrheitlich der deutschen Reederei Hamburg Süd, die eine der wichtigsten Schifffahrtslinien von und nach Südamerika von Europa und Nordamerika betreibt. Aber auch die Großreeder MSC, CSAV und Maersk gehören zu den Kunden dieses neuen Terminals. Der Containerterminal wurde im Mai 2012 eröffnet und hat im Jahr 2014 schon eine Kapazität 435.000 TEUs erreicht (41 % Zuwachs innerhalb eines Jahres). Hauptgüter der exportseitigen Verladung sind hier gefrorene Hähnchen, Autoteile für BMW und Textilien aus dem Bundesstaat Santa Catarina. Der Anteil der Ladung des Bundesstaates ist aktuell bei 25,4 %. Hauptwettbewerber im Hafengeschäft sind die Nachbarhäfen von Imbituba, Itajaí, Navegantes/Portonave, und São Francisco do Sul.